# Qaṣabah Ma'dabā
Qaṣabah Ma'dabā (în arabă قصبة مادبا) este unul dintre districtele Guvernoratului Madaba, Iordania.